# 韦康比流浪者足球俱乐部
韋甘比流浪足球會（英語：Wycombe Wanderers Football Club）是位於英格蘭東南部白金汉郡（Buckinghamshire）海維康（High Wycombe）的足球會，球隊現時於英甲比賽，是球會歷史上第一次升上次級聯賽。
韦康比流浪者綽號「Chairboys」，主場球衣為四分淺藍及深藍格，以亚当斯公园球场（Adams Park）作為主場球場。

## 大事紀年
| 年 份   | 事 項                                                                                                 |
| ------- | --- |
| 1896-97 | 參加南部乙組聯賽（Southern League）                                                                   |
| 1908    | 離開南部聯賽，參加大西部郊區聯賽（Great Western Suburban League）                                     |
| 1919-20 | 參加斯巴達聯賽（Spartan League）。斯巴達聯賽冠軍                                                      |
| 1920-21 | 斯巴達聯賽冠軍（第二次）                                                                              |
| 1921-22 | 加入依斯米安聯賽（Isthmian League）                                                                   |
| 1930-31 | 高貝利決賽1-0擊敗海耶斯（Hayes），足總業餘盃（FA Amateur Cup）冠軍                                    |
| 1939-40 | 參加大西部混合聯賽（Great Western Combination）。大西部混合聯賽亞軍                                   |
| 1944-45 | 大西部混合聯賽冠軍                                                                                    |
| 1945-46 | 再次加入依斯米安聯賽                                                                                  |
| 1955-56 | 依斯米安聯賽冠軍                                                                                      |
| 1956-57 | 足總業餘盃亞軍。依斯米安聯賽冠軍（第二次）                                                            |
| 1957-58 | 依斯米安聯賽亞軍                                                                                      |
| 1959-60 | 依斯米安聯賽亞軍                                                                                      |
| 1969-70 | 依斯米安聯賽亞軍                                                                                      |
| 1970-71 | 依斯米安聯賽冠軍（第三次）                                                                            |
| 1971-72 | 依斯米安聯賽冠軍（第四次）                                                                            |
| 1973-74 | 依斯米安聯賽增加乙組。依斯米安甲組聯賽冠軍（第五次）                                                  |
| 1974-75 | 依斯米安甲組聯賽冠軍（第六次）                                                                        |
| 1975-76 | 依斯米安甲組聯賽亞軍                                                                                  |
| 1976-77 | 依斯米安甲組聯賽亞軍                                                                                  |
| 1977-78 | 依斯米安甲組聯賽更名超聯組（Premier Division）                                                        |
| 1981-82 | 晉身足总锦标（F.A. Trophy）四強                                                                       |
| 1982-83 | 依斯米安超聯組冠軍（第七次）                                                                          |
| 1984-85 | 依斯米安超聯組季軍。依斯米安超聯組安排冠軍升級到高樂聯賽（Gola League），冠亞軍放棄升級，由韋甘比補上 |
| 1985-86 | 高樂聯賽排第廿位，降級依斯米安超聯組                                                                  |
| 1986-87 | 依斯米安超聯組冠軍（第八次，得101分及射入103球），升級協會聯賽                                        |
| 1990-91 | 溫布萊決賽1-0擊敗京达米士特，足总锦标冠軍                                                             |
| 1991-92 | 以得失球差被壓倒屈居協會聯賽亞軍                                                                      |
| 1992-93 | 溫布萊決賽4-1擊敗朗科恩（Runcorn），足总锦标冠軍（第二次）。協會聯賽冠軍，升級丙組《IV》聯賽          |
| 1993-94 | 丙組《IV》聯賽排第四位，附加賽準決賽兩回合累計4-1擊敗，溫布萊決賽4-2擊敗普雷斯頓，升級乙組《III》     |
| 2000-01 | 晉身足總杯四強                                                                                        |
| 2004    | 乙組《III》聯賽排第廿四位，降級丙組《IV》                                                             |
| 2004-05 | 丙組《IV》聯賽更名「英乙」                                                                            |
| 2005-06 | 英乙聯賽排第六位，附加賽準決賽兩回合累計1-2負於                                                       |
| 2006-07 | 晉身聯賽盃四強                                                                                        |
| 2007-08 | 英乙聯賽排第七位，附加賽準決賽兩回合累計1-2負於                                                       |
| 2008-09 | 英乙聯賽季軍，升級英甲                                                                                |
| 2009-10 | 英甲聯賽排第廿二位，降班英乙                                                                          |
| 2010-11 | 英乙聯賽季軍，升班英甲                                                                                |
| 2011-12 | 英甲聯賽排第廿一位，降班英乙                                                                          |
| 2014-15 | 英乙聯賽排第四位，附加賽準決賽兩回合累計5-3淘汰，温布萊決賽0-0，加時1-1，十二碼6-7負於                |
| 2017-18 | 英乙聯賽季軍，升班英甲                                                                                |
| 2019-20 | 英甲聯賽排第三位，附加賽準決賽兩回合累計6-3淘汰費列活特，温布萊決賽以2-1擊敗牛津聯，升班英冠          |
| 2020-21 | 英冠聯賽排第廿二位，降班英甲                                                                          |
| 2021-22 | 英甲聯賽排第六位，附加賽準決賽兩回合累計2-1淘汰米爾頓凱恩斯，温布萊決賽以0-2负於新特蘭                |

## 近況

### 盃賽成績
| 圈數     | 日期          | 主／客   | 對賽球隊 | 紀錄                                         |
| 聯 賽 盃 | 聯 賽 盃      | 聯 賽 盃 | 聯 賽 盃 | 聯 賽 盃                                     |
| -------- | ------------- | -------- | -------- | -------------------------------------------- |
| 第一圈   | 2020年9月6日  | 客       | 賓福特   | 和1-1 互射十二碼負2-4 （页面存档备份，存于） |
| 足 總 盃 |               |          |          |                                              |
| 第三圈   | 2021年1月9日  | 主       | 普雷斯頓 | 勝4-1 （页面存档备份，存于）                 |
| 第四圈   | 2021年1月25日 | 主       | 熱刺     | 負1-4 （页面存档备份，存于）                 |

## 主場球場

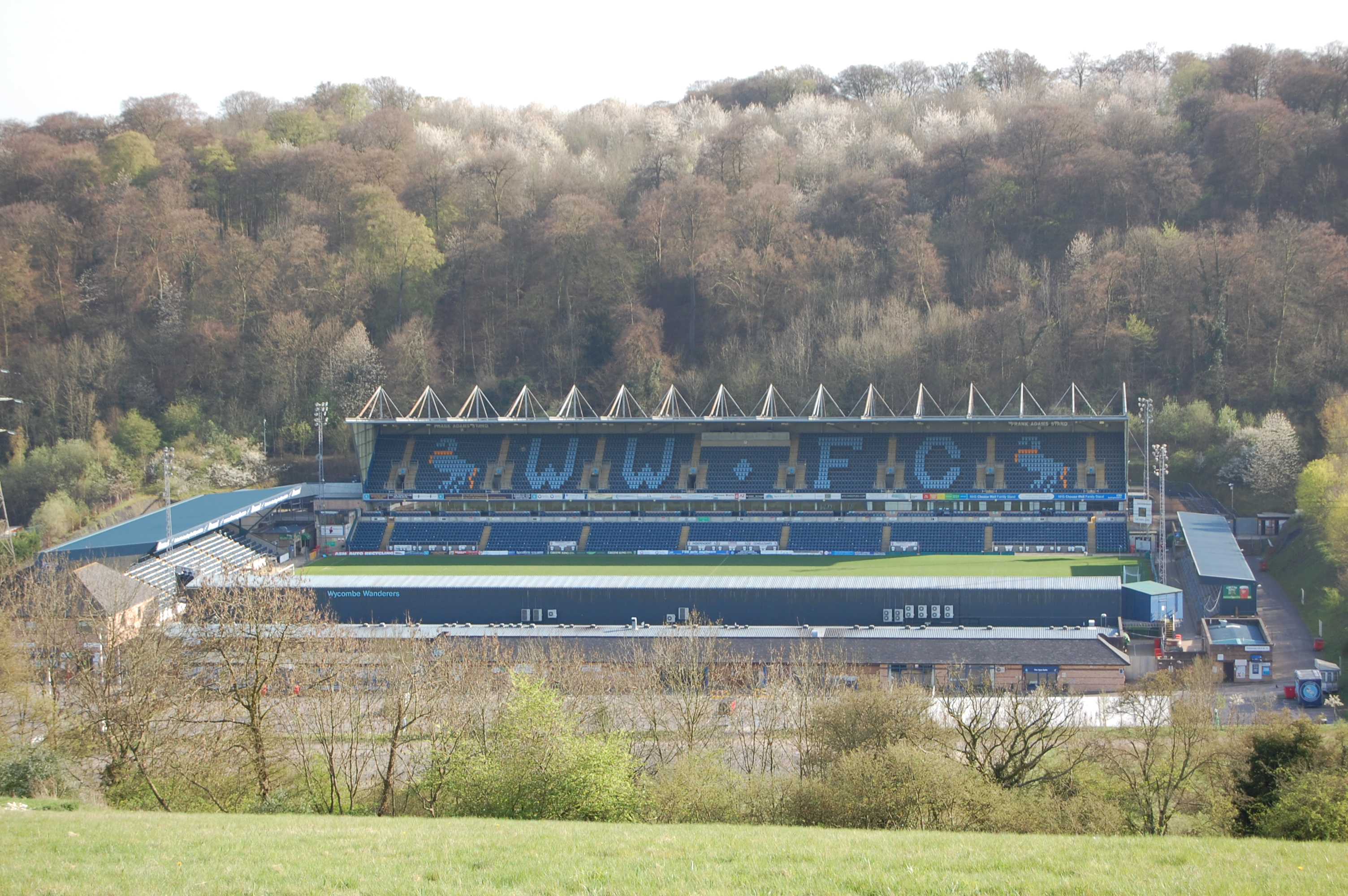
亚当斯公园球场

亚当斯公园球场（Adams Park）是韋甘比的主場球場，於1990年啟用，初時只可容納6,000名觀眾（其中1,267個為坐席），球場以球隊前隊長法兰·亚当斯（Frank Adams）命名。亚当斯公园球场亦分租給聯合式橄欖球隊「倫敦黃蜂」（London Wasps）作為主場。
於2003-2006年球場曾將命名權以10萬英鎊給予當地科技公司「高士威科技」（Causeway Technologies）而更名「高士威運動場」（Causeway Stadium）。
看台
「畢治迪恩（北）看台」（Beechdean Stand (North) ）建於1990年，全坐席可容1,267名觀眾。看台設有球會辦公室、更衣室、球會商店和餐食設施。｢帕纳奇（東）看台｣（Panache Stand (East) ）於1990年建成時是一座階梯看台，於1996年改為全坐席，再擴建加大一倍至現時可容2,053名觀眾，並設有10個輪椅座席。看台於比賽日專供作客球迷入座。於2014年7月東看台獲冠名贊助才改稱為｢帕纳奇看台｣。而｢法蘭‧阿當斯（南）看台｣（Frank Adams Stand (South)） 原本是一座單層階梯看台，於1996年擴建成兩層，現時可以容納4,990 名觀眾加50個輪椅座席。南看台設有供企業款待的廂房，而下層則為家庭座席。｢白金漢郡新大學（西）階梯看台｣ （Bucks New Uni Terrace (West) ）可容1,974名觀眾，於比賽日專供主場球迷入座，是場內僅存的階梯看台。

## 主要對手
韋甘比最重要的對手相信是科尔切斯特，兩隊並非近鄰的敵對，其惡劣的關係可追溯回1985/86年球季，當時的韋甘比仍然是非聯賽球隊，在一場足總盃比賽在舊主場「魯基斯公園球場」（Loakes Park）以2-0擊敗高車士打，對賽中雙方球迷發生衝突。
其後兩隊在1991-92年球季在足球協會聯賽全程領放競逐冠軍，高車士打作客「亚当斯公园球场」，在補時階段由門將斯科特·巴雷特（Scott Barrett）一個獲風勢之助的幸運入球以2-1擊敗韋甘比，而高車士打最終憑得失球差壓倒韋甘比獲得冠軍及加入英格兰足球联赛。翌年韋甘比才能取回失落的冠軍及升級丙組《第四級》聯賽。
另一次具爭議的比賽發生在1998-99年球季，備受降級威脅的韋甘比在主場「亚当斯公园球场」領先2-1，直到完場前9分鐘，高車士打獲判及射入一個十二碼追成平手，幸好到季尾韋甘比獲得第19位而成功保級。
韋甘比與鄰近地區的球隊如雷丁、及牛津联的競爭相對沒有那麼激烈，原因是大家缺少定期對賽的歷史。而韋甘比在非聯賽時期的主要對手為史洛夫（Slough Town），在韋甘比獲得1992-93年足球協會全國聯賽的球季，雙方的碰頭分別吸引7,230（韋甘比主場）及4,500（史洛夫主場）名觀眾入座。

## 榮譽

2012年的125周年會徽

| 榮譽                          | 次數        | 年度                                       |
| 聯 賽 比 賽                   | 聯 賽 比 賽 | 聯 賽 比 賽                                |
| ----------------------------- | ----------- | ------------------------------------------ |
| 甲組〈第三級〉聯賽附加賽 冠軍 | 1           | 2019/20年                                  |
| 乙組〈第四級〉聯賽 季軍       | 3           | 2008/09年、2010/11年、2017/18年            |
| 丙組〈第四級〉聯賽附加賽 冠軍 | 1           | 1993/94年                                  |
| 議會〈第五級〉聯賽 冠軍       | 1           | 1992/93年                                  |
| 議會〈第五級〉聯賽 亞軍       | 1           | 1991/92年                                  |
| 依斯米安聯賽 冠軍             | 4           | 1955/56年、1956/57年、1970/71年、1971/72年 |
| 依斯米安甲組聯賽 冠軍         | 2           | 1973/74年、1974/75年                       |
| 依斯米安超級聯賽 冠軍         | 2           | 1982/83年、1986/87年                       |
| 斯巴達聯賽 冠軍               | 2           | 1919/20年、1920/21年                       |
| 杯 賽 比 賽                   |             |                                            |
| 足總錦標 冠軍                 | 2           | 1991年、1993年                             |

## 外部連結
- 韋甘比官方網站 （页面存档备份，存于）（英文）